# Лькадири, Василя
Василя Лькадири (род. 14 сентября 1995, Аяччо) — французская спортсменка, бокс. Двукратный призёр чемпионатов Европы 2014 и 2019 годов. Член сборной Франции по женскому боксу

## Карьера
В 2014 году она завоевала бронзовую медаль на чемпионате Европы, который проходил в Бухаресте. В этом же году стала чемпионкой Франции по боксу.
На Чемпионате Европы по боксу в Испании в 2019 году, в весовой категории до 51 кг, она сумела добраться до полуфинального поединка, в котором уступила, и во второй раз в карьере стала бронзовым призёром чемпионата Европы.